# Nepomukstatue (Kirchhausen)

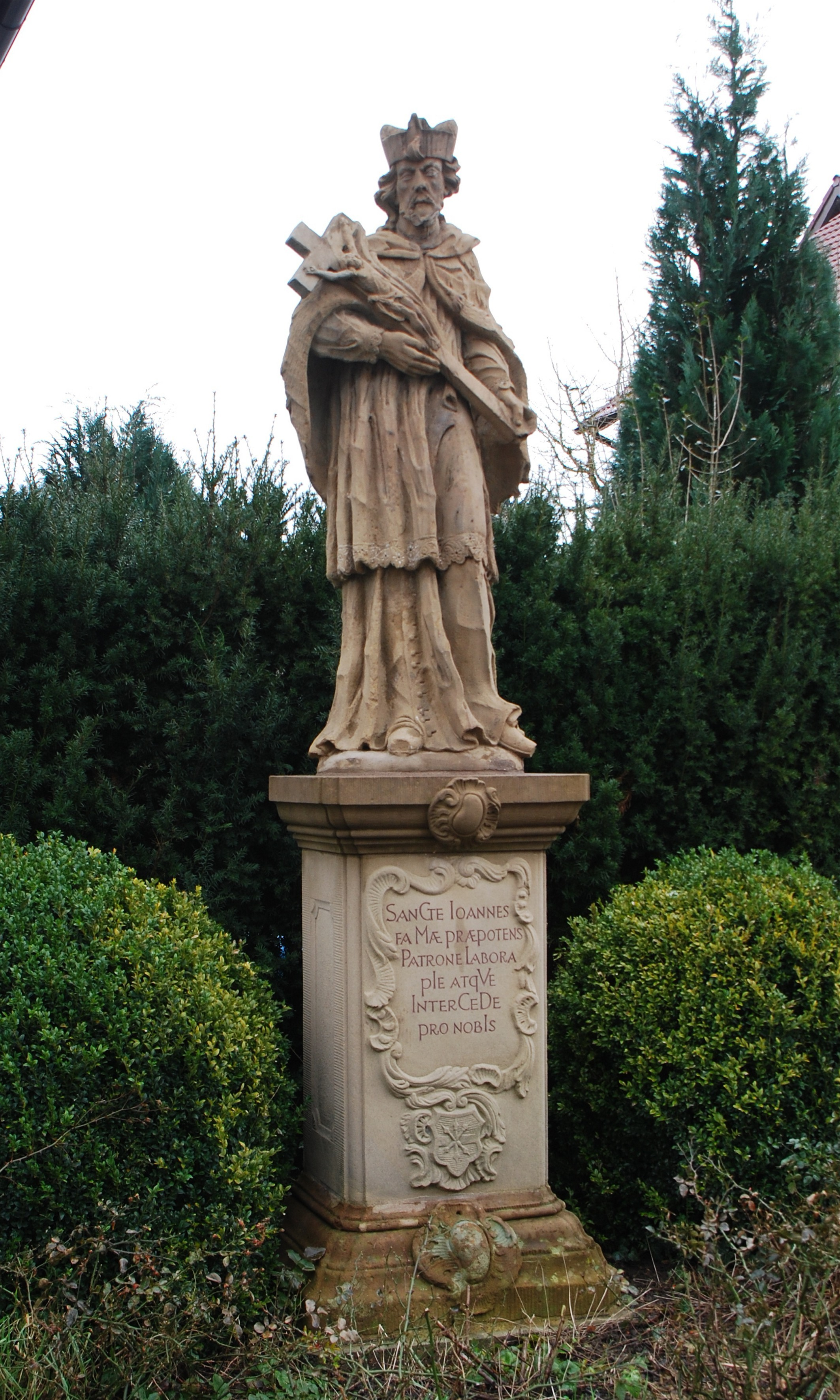
Nepomukstatue von 1758

Die Nepomukstatue ist eine Statue aus der Zeit des Barock im Heilbronner Stadtteil Kirchhausen. Sie besteht aus Sandstein und zeigt den heiligen Johannes Nepomuk, wie er häufig dargestellt wird, als Kanoniker mit kurzem Bart und Kruzifix im Arm. Auf dem erneuerten hohen Sockel trägt sie eine lateinische Inschrift, deren großgeschriebene Buchstaben in der Art eines Chronogramms das Jahr 1758 als römische Zahl ergeben.
Die Statue stand um 1900 nördlich vom Kirchhausener Deutschordensschloss an einem als Pferdeschwemme dienenden kleinen Wasserbecken. Zeitweilig war sie im Deutschordensschloss aufgestellt, seit 2000 steht sie an ihrem jetzigen Platz an der Poststraße.